# アポカロテノイド
アポカロテノイド(Apocarotenoid)は、幅広い生物が持つ有機化合物である。カロテノイドオキシゲナーゼの触媒作用で、カロテノイドが切断されることにより生成する。例としては、ビタミンAレチノイドのレチナール、レチノイン酸、レチノールや、植物ホルモンであるアブシジン酸がある。